# Бойко, Владислав Евгеньевич
Владислав Евгеньевич Бойко (15 декабря 1995, Москва, Россия) — российский профессиональный хоккеист, нападающий. Воспитанник хоккейного клуба ЦСКА.

## Биография
Воспитанник хоккейного клуба ЦСКА Москва. На драфте Континентальной хоккейной лиги в 2012 году Владислав Бойко был выбран в первом раунде под шестым номером своим родным клубом. Выступал за фарм-клуб москвичей «Красная Армия» в Молодёжной хоккейной лиге. В сезоне 2014/15 играл за оренбургскую команду МХЛ «Белые Тигры».
С 2015 по 2017 год выступал в МХЛ за казанскую команду «Барс». Также поиграл за казанский «Ирбис» в Высшей хоккейной лиге. 29 августа 2017 года было объявлено о переходе Владислава Бойко в команду чешской экстралиги «Динамо» Пардубице. Контракт игрока подписан сроком на один год.